# تاپیر کالیفرنیا
تاپیر کالیفرنیا (نام علمی: Tapirus californicus) نام یک گونه از سرده تاپیرها است.